# 후쿠다촌 (지바현)
후쿠다촌(福田村)은 지바현 히가시카쓰시카군에 일찍이 존재했던 촌이다. 현재의 노다시에 해당한다.

## 역사
- 1889년 4월 1일 - 정촌제 시행에 의해 히가시카쓰시카군 후쿠다촌이 성립하였다.
- 1923년 9월 6일 - 후쿠다촌 사건이 발생하였다.
- 1957년 4월 1일 - 히가시카쓰시카군 가와마촌과 함께 노다시에 편입되었다.

## 교통

### 도로
- 지바현도 제7호선